# Hindi antiguo
El hindi antiguo, hindi temprano o khari boli fue la etapa más temprana de la lengua hindustaní y, por lo tanto, antecesor común de los modernos hindi y urdu. Se desarrolló a partir de prácrito shauraseni y fue hablado en la región cirdundante a Delhi, aproximadamente entre los siglos X y XIII, antes del Sultanato de Delhi.
Durante el dominio musulmán en la India, el hindi antiguo comenzó a adquirir préstamos del persa, lo que llevó al desarrollo del hindustaní. Está atestiguado solo en un puñado de obras literarias, incluyendo algunas obras del poeta musulmán indo-persa Amir Khusrau, los versos del poeta Namdev y algunos versos del musulmán sufí Baba Farid en el Adi Granth. Las obras de Kabir también podrían ser incluidas, ya que usa un dialecto similar al khariboli. El hindi antiguo fue escrito originalmente en una escritura nagari (antecesor del devanagari estandarizado) y más tarde en escritura perso-árabe también, en la caligrafía nastaliq.
Algunos eruditos incluyen la poesía en apabhraṃśa ya en el año 769 d. C. (Dohakosh de Siddha Sarahapad) dentro del hindi antiguo, pero esto no tiene aceptación general.
Con préstamos del persa que se añaden a los prácritos, la lengua evolucionó hacia el indostánico moderno, que se desarrolló aún más en las actuales variedades de hindi y urdu.

## Etimología
El término hindi antiguo es un término acuñado retrospectivamente, para indicar el antecesor del moderno hindi estándar, que es el idioma oficial en la India. El término hindi significa literalmente indio en persa clásico y también se le conocía como indostaní (indostánico) para denotar que era el idioma de la capital del Indostán, predominantemente durante el Sultanato de Delhi.